# 斯氏小鮋
斯氏小鮋是輻鰭魚綱鮋形目鮋亞目鮋科的其中一種，為亞熱帶海水魚，分布於東印度洋澳洲南部海域，棲息在沿岸礁石底層水域，生活習性不明。

## 扩展阅读
維基物種上的相關：斯氏小鮋